# Liste des épisodes de Scooby-Doo : Agence Toutou Risques
 (mars 2025).
Si vous disposez d'ouvrages ou d'articles de référence ou si vous connaissez des sites web de qualité traitant du thème abordé ici, merci de compléter l'article en donnant les références utiles à sa vérifiabilité et en les liant à la section « Notes et références ».
Cette page présente la liste des épisodes de la série d'animation américaine Scooby-Doo : Agence Toutou Risques (A Pup Named Scooby-Doo).

## Saison 1 (1988)
1. Le Voleur de vélo (A Bicycle Built For Boo!)
2. L'Œil monstrueux (The Sludge Monster from the Earth's Core)
3. Quel fromage, Scooby-Doo (Wanted: Cheddar Alive)
4. Le Docteur Croquetout (The Schnook Who Took My Comic Book)
5. Au pied de la lettre (For Letter Or Worse)
6. Les zombies sont là (The Babysitter From Beyond)
7. Le Monstre des neiges (Snow Place Like Home)
8. Le Fantôme du musée (Now Museum, Now You Don't)
9. L'Ami Scooby-Doo (Scooby Dude)
10. Scooby-Doo bouh (Ghost Who's Coming For Dinner?)
11. Scooby-Doo le grand manitou (The Story Stick)
12. Robot chien (Robopup)
13. Un cinéma, monstre, moteur (Lights...Camera...Monster)

## Saison 2 (1989)
1. Le Collier maudit (Curse of the Collar)
2. Le Retour du commandant Cool (The Return of Commander Cool)
3. L'Esprit du rock'n roll (The Spirit of Rock 'n' Roll)
4. Poulestein fait la une (Chickenstein Lives!)
5. La Nuit des burgers vivants (Night of the Living Burger)
6. Un robot au poil (The Computer Walks Among Us)
7. Scooby-Doo fait une fugue (Dog Gone Scooby)
8. Zombo la terreur (Terror, Thy Name is Zombo)

## Saison 3 (1990)
1. Le Motard mystérieux (Night of the Boogey Biker)
2. Le Fantôme intergalactique (Dawn of the Spooky Space Shuttle Scare)
3. Le Gala de catch (Wrestle Maniacs)
4. Et voici le Moumoute Show (Horror of the Haunted Hairpiece)

## Saison 4 (1991)
1. La chasse est ouverte (The Mayhem of the Moving Mollusk)
2. Comment échapper à la fourrière en 10 leçons ? (Catcher of the Sly)
3. Le Fantôme de la bibliothèque (The Ghost of Mrs. Shusham)
4. Monsieur Mauvais Goût (The Wrath of Waitro)
5. Le Scooby-garou (The Were-Doo of Doo Manor)